# Шалыгин, Аркадий Сергеевич
Аркадий Сергеевич Шалыгин — российский учёный в области имитационного моделирования динамики систем наведения при случайных воздействиях на информационные каналы систем управления летательных аппаратов, доктор технических наук, профессор, заслуженный деятель науки и техники РФ.

## Биография
Родился 19 сентября 1938 года в Ленинграде.
В 1955 году окончил школу № 299, а в 1961 году — Ленинградский механический институт с отличием. По 1960—1963 года проходил курсы инженеров при ЛГУ. В 1961—1963 годах работал на заводе «Арсенал». С 1963 года работал Балтийском государственном техническом университете аспирантом, ассистентом, старшим преподавателем, доцентом, профессором, с 1988 по 2009 год заведующий кафедрой «Процессы управления».
В 1979 году защитил докторскую диссертацию и стал профессор в 1980 году. Являлся действительным членом РАРАН и автором многочисленных статей и более 20 учебных пособий в области обоснования характеристик летательных аппаратов, прикладных методов статистического моделирования случайных функций и процессов.
Его учениками защищено 3 докторских (Кабанов С. А., Палагин Ю. И., Бородавкин В. А.) и 17 кандидатских диссертаций.
Заслуженный деятель науки и техники РФ (1994). Награждён орденом Почёта (20.04.2006).
Аркадий Сергеевич скончался 15 ноября 2020 года.

## Семья
Жена — Щербанина Галина Борисовна; сын Кирилл (1969); имеет двух внуков: Галина (1996), Иван (2004).